# Batrisodes venustus
Batrisodes venustus är en skalbaggsart som först beskrevs av Reichenbach 1816.  Batrisodes venustus ingår i släktet Batrisodes, och familjen kortvingar. Arten är reproducerande i Sverige.